# Haukijärvi (sjö i Posio, Lappland)
Haukijärvi är en sjö i kommunen Posio i landskapet Lappland i Finland. Sjön ligger 254,2 meter över havet. Den är 3,57 meter djup. Arean är 53 hektar och strandlinjen är 4,43 kilometer lång. Sjön  ingår i Koundaälvens huvudavrinningsområde.   Den ligger omkring 110 kilometer öster om Rovaniemi och omkring 690 kilometer norr om Helsingfors. 